# جايسون تشان
جايسون تشان (بالإنجليزية: Jason Chan)‏ هو لاعب دوري الرغبي أسترالي، ولد في 26 يناير 1984 في سيدني في أستراليا.